# Ихсаноглу, Экмеледдин
Экмеледдин Ихсаноглу (тур. Ekmeleddin İhsanoğlu [ˈihsɑnoːlu]; род. 26 декабря 1943, Каир, Королевство Египет) — турецкий академик и политический деятель, генеральный секретарь Организации исламского сотрудничества с 1 января 2005 по 31 декабря 2013 года.

## Биография
Выпускник Каирского университета «Айн Шамс» (бакалавр естественных наук).
В 1966—1970 годах преподаватель турецкого языка и литературы «Айн Шамс».
В 1970—1980 годах преподаватель Анкаринского университета.
В 1984—2000 годах преподаватель кафедры истории науки Стамбульского университета.
29 июля 2014 года главные оппозиционные партии Турции — Народно-республиканская партия и Партия национального действия договорились о выдвижении Ихсаноглу в качестве единого кандидата оппозиции на президентских выборах, однако им не удалось одержать победу.

## Награды и звания
- Орден «Слава» (19 июня 2006, Азербайджан) — за заслуги в развитии взаимных связей между Организацией Исламская Конференция и Азербайджанской Республикой[2];
- Орден Исмоили Сомони (2010 год, Таджикистан)[3];
- Орден Нила (2013 год, Египет);
- Государственная медаль Турецкой Республики «За выдающиеся заслуги»[тур.] (2006, Турция)[4];
- Орден «Шейх уль-ислам» (11 сентября 2006, Управление мусульман Кавказа)[5];
- Почётный профессор Башкирского государственного педагогического университета (2010)[6][7];
- Почётный доктор МГИМО (2006)[8];
- Иностранный член Академии наук Татарстана (2010);
- Почётный доктор Падуанского университета;
- Почётный доктор Софийского университета.